# Блюментрост, Лаврентий Лаврентьевич
Лавре́нтий Лавре́нтьевич Блюментро́ст (нем. Laurentius Blumentrost; 29 октября (8 ноября) 1692, Москва — 27 марта (7 апреля) 1755, Санкт-Петербург) — первый президент Академии наук и художеств (ныне — Российская академия наук) (с 7 декабря (18 декабря) 1725 по 6 июля (17 июля) 1733), лейб-медик Петра I.

## Биография
Родился в Москве 29 октября (8 ноября) 1692 года.
Первоначальное образование ему дал отец, Л. А. Блюментрост — ведущий специалист по медицине допетровского времени, реформатор и организатор Аптекарского приказа. Отец занимался с ним греческим и латинским языками; потом он учился у магистра Паузе, управлявшего славившейся тогда школой пастора Э. Глюкa. Поступив затем в эту школу, он окончил её и показал выдающиеся способности, так что в 15 лет уже слушал медицинские лекции в Галле и в Оксфорде. Затем он занимался в Лейдене под руководством Бургаве и там же в 1713 году защитил диссертацию «De secretione animali» и получил степень доктора медицины.
Владел языками русским, латинским, немецким, французским, на которых он свободно говорил и писал.
После возвращения в Россию в 1714 году Блюментрост был назначен лейб-медиком царевны Натальи Алексеевны. Вскоре после этого он был послан в командировку за границу с тем, чтобы проконсультироваться относительно болезни Государя и повысить образование. Исполнив это поручение, Блюментрост заслужил особое внимание императора. В Париже, у Дювернуа он изучал анатомию, потом занимался в Амстердаме, в анатомическом кабинете Рюйша. Музей Рюйша, по совету Блюментроста, был куплен русским правительством. Вернувшись в Петербург, он был послан в Олонецкую губернию, чтобы произвести химический анализ и изучить терапевтическое действие кончезерских минеральных вод, открытых в 1714 году. Пётр I очень интересовался этими водами и испробовал их влияние на себе в 1719 году. Когда в 1719 году умер лейб-медик Роберт Рескин (Арескин), Блюментрост был назначен на его место, и на него было возложено заведование Императорской библиотекой и Кунсткамерой. В помощники к себе он взял Иоганна-Даниэля Шумахера.
11 января 1721 года известный немецкий физик и философ Христиан Вольф писал Блюментросту: «Его Императорское Величество имеет намерение учредить Академию Наук и при ней другое заведение, где бы могли знатные лица изучать необходимые науки, а вместе с тем водворить художества и румёсла…».
К 22 января 1724 года Блюментрост с Шумахером составили доклад об учреждении Академии. Как только проект был утверждён, Блюментрост принялся за устройство Академии. Он стал приглашать учёных из-за границы, и благодаря посредничеству Х. Вольфа в новой Академии вскоре появились такие учёные, как Якоб Герман, Георг Бернгард Бильфингер, Христиан Гольдбах, братья Бернулли (Даниил и Николай); часть из них уже снискала к тому времени определённую известность в Европе, другие обрели её, уже работая в Академии. После смерти Петра Екатерина I взяла Академию под своё покровительство; пользуясь этим, Блюментрост добился, чтобы Академии, для проживания академиков, передали отобранный в казну дом барона Шафирова.
13 ноября произошло первое (пока ещё неофициальное) заседание академиков. Его открыл Герман, выступивший с научным докладом «De figura telluris sphaeroide cujus axis minor sita intra polos а Newtono in Principiis philosophiae mathematicis synthetice demonstratam analytica methodo deduxit», в котором анализировалась предложенная Ньютоном теория фигуры Земли, по которой Земля представляет собой сфероид, сплюснутый у полюсов.
25 ноября Блюментрост был назначен президентом Академии наук, официальное открытие которой состоялось 27 декабря 1725 года.
Первое время его президентства было блестяще, и он писал Вольфу: «Хотя Академия могла бы иметь более славного и учёного президента, однако, не знаю, нашла ли бы она более усердного, который бы с такой ревностью, как я, хлопотал о её благосостоянии».
После смерти Екатерины Блюментрост уехал в Москву вместе со двором Петра II, академия осталась на попечении его секретаря, Шумахера.
4 января 1728 года Блюментрост подписал распоряжение, которым передал почти всю власть Шумахеру, а в помощники ему назначил трёх академиков, каждого на четыре месяца по очереди. Все академики были оскорблены и жаловались Блюментросту на деспотизм Шумахера. Сам президент не оспаривал его высокомерия, но говорил, что оно оправдывается нападками на него академиков. Многие учёные, как только окончился срок их контракта, стали покидать Академию (Я. Герман, Г. Б. Бильфингер, Д. Бернулли).
После смерти Петра II началось падение Блюментроста. Бидлоо не одобрил способов лечения, которые применял Блюментрост, и он уже не смел показываться на глаза императрице. Блюментрост жил во дворце герцогини Екатерины Иоанновны Мекленбургской.
Упал его авторитет и в Академии наук. Вернувшись в Петербург, президент почти не посещал Академии. 6 марта 1732 года он предложил академикам письменно изложить свои неудовольствия, но академики не ответили ему. 25 июля 1732 года он подал императрице представление о некоторых предметах, имеющих важное значение для Академии, но оказалось, что одной подписи Блюментроста было уже недостаточно. Сенат потребовал подписи академиков.
14 июня 1733 года умерла герцогиня Мекленбургская. Императрица приказала Ушакову произвести над Блюментростом следствие. Следствие не нашло вины Блюментроста в смерти герцогини, однако уже 19 июня 1733 года он был лишён места и жалования, а также выслан из Петербурга. Несколько лет Блюментрост жил в Москве и занимался частной практикой. В 1738 году по протекции архиатера Фишера получил место главного доктора Московского военного госпиталя и директора госпитальной школы с жалованьем по 1500 рублей в год. Блюментрост лишился милости Анны Иоанновны, главным образом, вследствие его преданности дочерям своего покровителя и благодетеля, Анне и Елизавете Петровнам. И по вступлении Елизаветы Петровны на престол он снова входит в милость при дворе. Императрица вернула Блюментросту чин действительного статского советника и прибавила 1000 рублей к его жалованью. В 1754 году он был назначен куратором вновь открывшегося Московского университета вместе с И. И. Шуваловым. Назначение Блюментроста куратором университета было негативно встречено М. В. Ломоносовым, впоследствии писавшим: «Блуменпрост был с Шумахером одного духу, что ясно доказать можно его поступками при первом основании Академии, и Ломоносов, будучи участником при учреждении Московского университета, довольно в нём приметил нелюбия к российским учёным». Для ведения переговоров о приглашении профессоров в Московский университет Блюменпрост в начале 1755 года прибыл в Санкт-Петербург, но вскоре скончался.
Умер 27 марта 1755 года в Санкт-Петербурге от грудной водянки. Погребён около церкви Самсона Странноприимца на Выборгской стороне, в одной могиле с братом Иваном.